# Kutless
Kutless es una banda de rock cristiano procedente de Portland, Oregón, Estados Unidos, fundada en el año 2000 y aún en activo.

## Biografía
Formada en Portland, Oregón como una banda de adoración bajo el nombre de "Call Box" en 2000, cuando Jon Micah Sumrall tuvo una larga y emocional charla con su mejor amigo, Chris, escribió, "Chris me ayudó a ver la luz...". Fue entonces cuando cambiaron su nombre por "KUTLESS" antes de lanzar su primer EP, seguido de su álbum debut con BEC Recordings. Kutless tomo su nombre de un pasaje de la Biblia, más concretamente del Libro de los Romanos, 6:23, donde se dice: "Porque la paga del pecado es muerte, pero la dádiva de Dios es vida eterna en Cristo Jesús, Señor nuestro".
Por ello la banda dijo, refiriéndose a Jesús: "Él aceptó los cortes por nosotros... dejándonos sin cortes" (de ahí "cutless" o "kutless" (del inglés, sin cortes).
Su primer sencillo se llamó "Your Touch" (Tu Toque). El segundo sencillo, perteneciente a su álbum debut, "Run", alcanzó el récord, como el tema más tiempo situado entre los TOP 40 de R&R y también fue la canción más escuchada en los primeros 5 años de ChristianRock.net.[cita requerida]
En el año 2004, luego de lanzar su segundo álbum, Sea of Faces (Mar de Rostros), 
Kutless encabezó su primera gira . Ese mismo año, Kutless fue invitado a tocar en el verano del 2004 en el Olympics en Grecia, Pero no pudieron llegar debido a que la Aerolínea canceló el vuelo. 
En el 2005, Kutless lanzó su primer álbum de adoración, Strong Tower (Torre fuerte). Luego de grabar Strong Tower, pero antes de lanzarlo, el bajista Kyle Zeigler y el baterista Kyle Mitchell dejaron la banda para formar Verbatim Records, un sello discográfico Nacional con base en Portland. Fueron remplazados por Dave Luetkenhoelter en bajo y Jeffrey Gilbert en batería, quienes venían de integrar Seven Places. Ese mismo año, Kutless realizó el "STRONG TOWER TOUR".
Luego en el año 2005, Kutless comenzó grabando su cuarto álbum, Hearts of the Innocent 
que fue lanzado el 21 de marzo de 2006. y que fue acompañado por una gira, en la cual también participó Stellar Kart, Disciple, y Falling Up.
El 28 de marzo del 2006, en un episodio de Scrubs, titulado "My Bright Idea", el tema "All Of The Words" de Sea of Faces fue incluido en la escena final. El episodio tuvo un gran éxito, y fue uno de los primeros episodios de Scrubs disponible para descargar en iTunes. Laura Hutfless de la agencia William Morris dijo, "incluir un tema de Kutless, en Scrubs fue un verdadero esfuerzo en equipo, todos en William Morris estamos muy contentos de que millones de americanos hayan podido escuchar esta excelente banda. Confió en que es solo el comienzo para Kutless, como ellos sigan haciendo música inspiradora, van a seguir cautivando fans". 
El video musical "Shut Me Out" fue incluido en el juego de X-BOX The Apprentice.
En mayo de 2007, el guitarrista Ryan Shrout decidió dejar Kutless, 
luego de que su hija fue diagnosticada con una rara enfermedad en la vista. Shrout decidió estar junto a su familia. 
Nick DePartee fue el elegido para remplazarlo.
El día 24 de junio del 2008, Kutless lanzó su 5º álbum, To Know That You're Alive
Existe una web oficial, Exclusive Kutless, donde se puede ver los avances del nuevo disco
Kutless es una banda popular en ChristianRock.net. 
Es actualmente la 22° banda más requerida del 2007, 10° en 2006 y 2005, 9° en el 2004, 2° en 2003,
y el 6° en 2002.

## Miembros

### Actualmente
- Jon Micah Sumrall – Voz líder, Guitarra acústica, Piano (2000–presente)
- James Mead – Guitarra, Voz de apoyo (2000–presente)
- Dave Luetkenhoelter – Bajo (2005–presente)
- Kyle Peek – Percusión (2012–presente)
- Nick DeParte – Guitarra, Voz de apoyo (2007–presente)

### Anteriormente
- Nathan Stuart, A.K.A. "Stu" – Bajo (2000–2002)
- Kyle Zeigler – Bajo (2002–2005)
- Kyle Mitchell – Batería (2000–2005)
- Ryan Shrout – Guitarra, Voz de apoyo (2000–2007)
- Jeffrey Gilbert – Batería (2005–2012)

## Discografía

### Álbumes de estudio[2]
| Año  | Álbum                     | Discográfica   | Certificación |
| ---- | ------------------------- | -------------- | ------------- |
| 2002 | Kutless                   | BEC Recordings |               |
| 2004 | Sea of Faces              | BEC Recordings |               |
| 2005 | Strong Tower              | BEC Recordings | Oro           |
| 2006 | Hearts of the Innocent    | BEC Recordings |               |
| 2008 | To Know That You're Alive | BEC Recordings |               |
| 2009 | It Is Well                | BEC Recordings |               |
| 2012 | Believer                  | BEC Recordings |               |
| 2014 | Glory                     | BEC Recordings |               |
| 2015 | Surrender                 | BEC Recordings |               |
| 2017 | Alpha / Omega             | BEC Recordings |               |

### Sencillos
| Año  | Sencillo                    | Posiciones peak en los charts | Posiciones peak en los charts | Posiciones peak en los charts | Álbum                     |
| Año  | Sencillo                    | Hot 100                       | US Christ                     | US Heat                       | Álbum                     |
| ---- | --------------------------- | ----------------------------- | ----------------------------- | ----------------------------- | ------------------------- |
| 2002 | "Your Touch"                | -                             | -                             | -                             | Kutless                   |
| 2002 | "Run"                       | -                             | -                             | -                             | Kutless                   |
| 2003 | "Tonight"                   | -                             | -                             | -                             | Kutless                   |
| 2003 | "Pride Away"                | -                             | -                             | -                             | Kutless                   |
| 2004 | "Treason"                   | -                             | -                             | -                             | Sea of Faces              |
| 2004 | "Sea of Faces"              | -                             | 8                             | -                             | Sea of Faces              |
| 2004 | "Not What You See"          | -                             | -                             | -                             | Sea of Faces              |
| 2004 | "It's Like Me"              | -                             | 21                            | -                             | Sea of Faces              |
| 2005 | "Strong Tower"              | -                             | 4                             | -                             | Strong Tower              |
| 2005 | "Draw Me Close"             | -                             | 12                            | -                             | Strong Tower              |
| 2005 | "Better is One Day"         | -                             | -                             | -                             | Strong Tower              |
| 2005 | "We Fall Down"              | -                             | 26                            | -                             | Strong Tower              |
| 2006 | "Shut Me Out"               | -                             | -                             | -                             | Hearts of the Innocent    |
| 2006 | "Winds of Change"           | -                             | -                             | -                             | Hearts of the Innocent    |
| 2007 | "Somewhere in the Sky"      | -                             | -                             | -                             | Hearts of the Innocent    |
| 2007 | "Promise of a Lifetime"     | -                             | -                             | -                             | Hearts of the Innocent    |
| 2008 | "The Feeling"               | -                             | -                             | -                             | To Know That You're Alive |
| 2008 | "Complete"                  | -                             | 18                            | -                             | To Know That You're Alive |
| 2009 | "To Know That You're Alive" | -                             | 41                            | -                             | To Know That You're Alive |
| 2009 | "I Do Not Belong"           | -                             | 38                            | -                             | To Know That You're Alive |
| 2009 | "What Faith Can Do"         | 119                           | 1                             | 14                            | It Is Well                |
| 2010 | "Everything I Need"         | -                             | 10                            |                               | It Is Well                |
| 2013 | "You Alone"                 | -                             | -                             | -                             | -                         |